# Добрословешти (Васлуј)
Добрословешти (рум. Dobroslovești) насеље је у Румунији у округу Васлуј у општини Заподени. Oпштина се налази на надморској висини од 126 m.

## Становништво
Према подацима из 2002. године у насељу је живело 394 становника, од којих су сви румунске националности.